# متحف علم الأعراق (تروكاديرو)
متحف علم الأعراق في تروكاديرو (بالفرنسية Musée d'Ethnographie du Trocadéro) هو متحف لعلم الأعراق وعلم الإنسان كان يوجد في باريس بفرنسا. أنشئ هذا المتحف سنة 1878، وهو المتحف الذي زاره بيكاسو أثناء إعداده للوحته الشهيرة «آنسات أفينيون» (بالفرنسية Les Demoiselles d'Avignon) حيث تأثر في لوحته هذه بالأقنعة الإفريقية التي انعكس تأثيرها فيما بعد على الأسلوب التكعيبي الذي تبناه بيكاسو.